# Krucifix (Staňkova Lhota)
Krucifix ve Staňkově Lhotě se nalézá uprostřed vesnice Staňkova Lhota, místní části městečka Sobotka v okrese Jičín (Královéhradecký kraj) při silnici do Sobotky. Kříž pochází z doby po roce 1842. 

## Popis
Na pískovcovém stupni je umístěn nízký hranolový sokl nahoře zakončený prolamovanou římsou, na které je umístěn pilíř po stranách ozdobený reliéfy světců umístěných v prohloubených medailonech a nahoře zakončený mírně zvlněnou římsou. Na římse je umístěn menší soklík zdobený lebkou s hnáty. Na soklíku stojí jetelový kříž s korpusem Ježíše Krista.

## Galerie

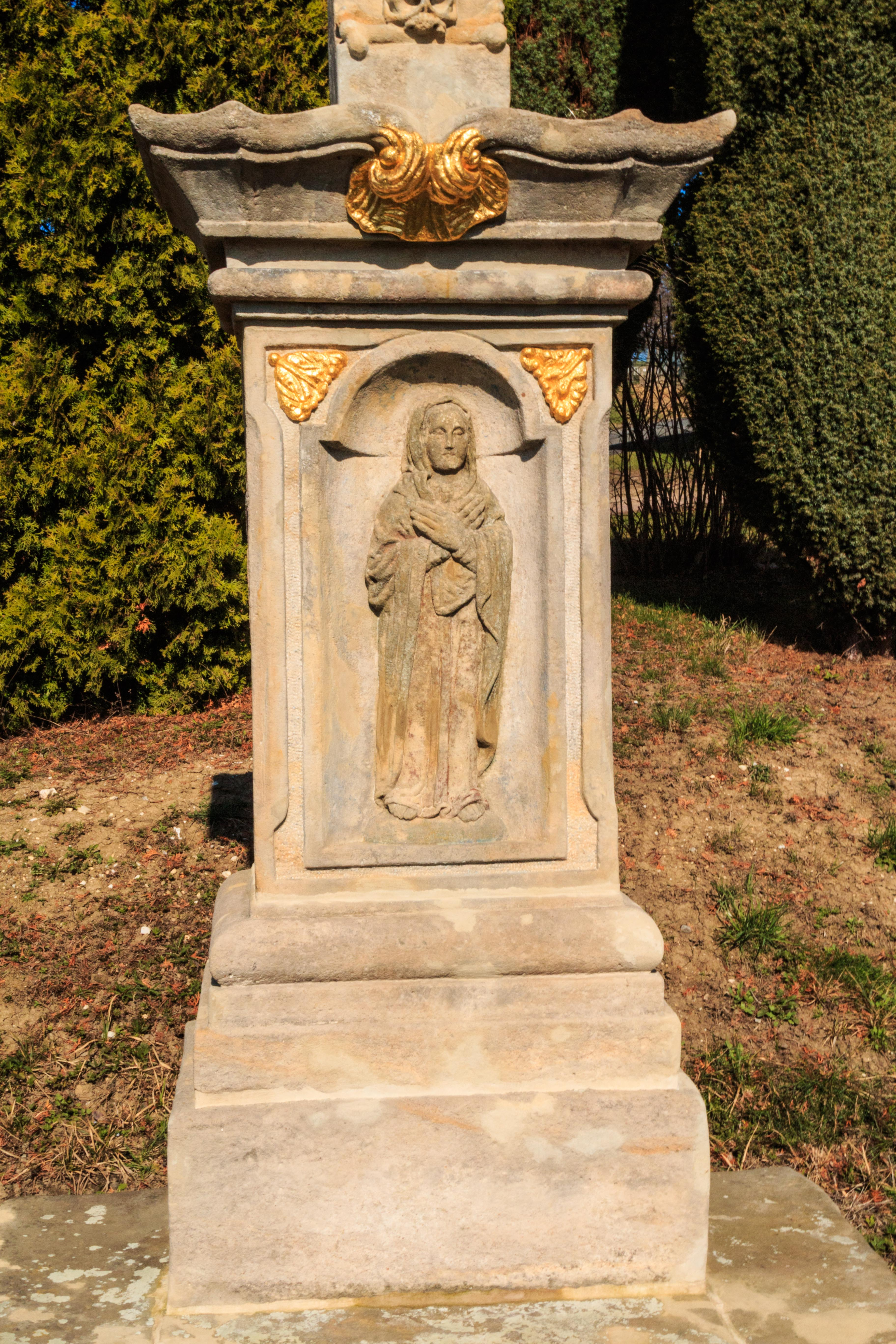
Krucifix ve Staňkově Lhotě
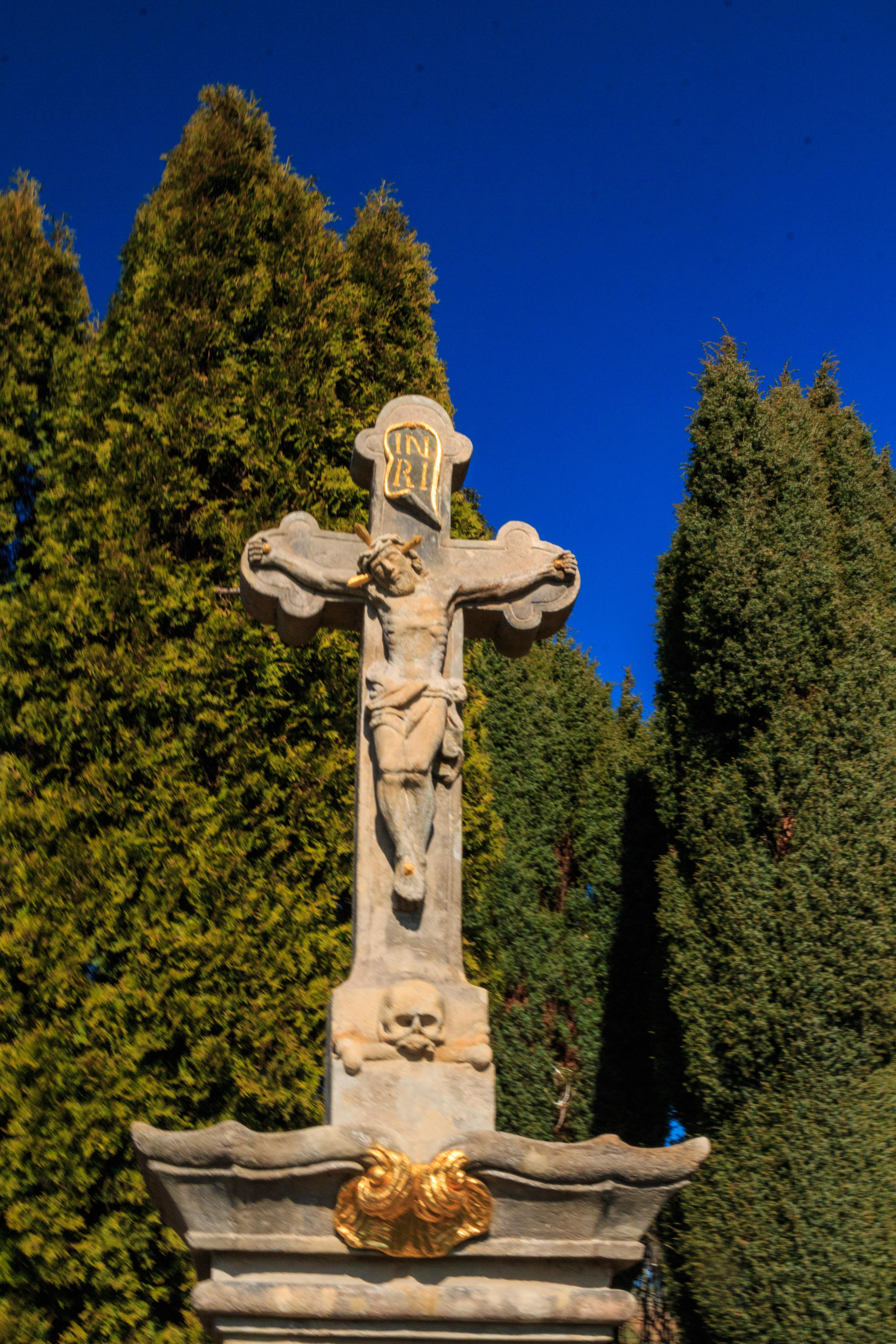
Krucifix ve Staňkově Lhotě
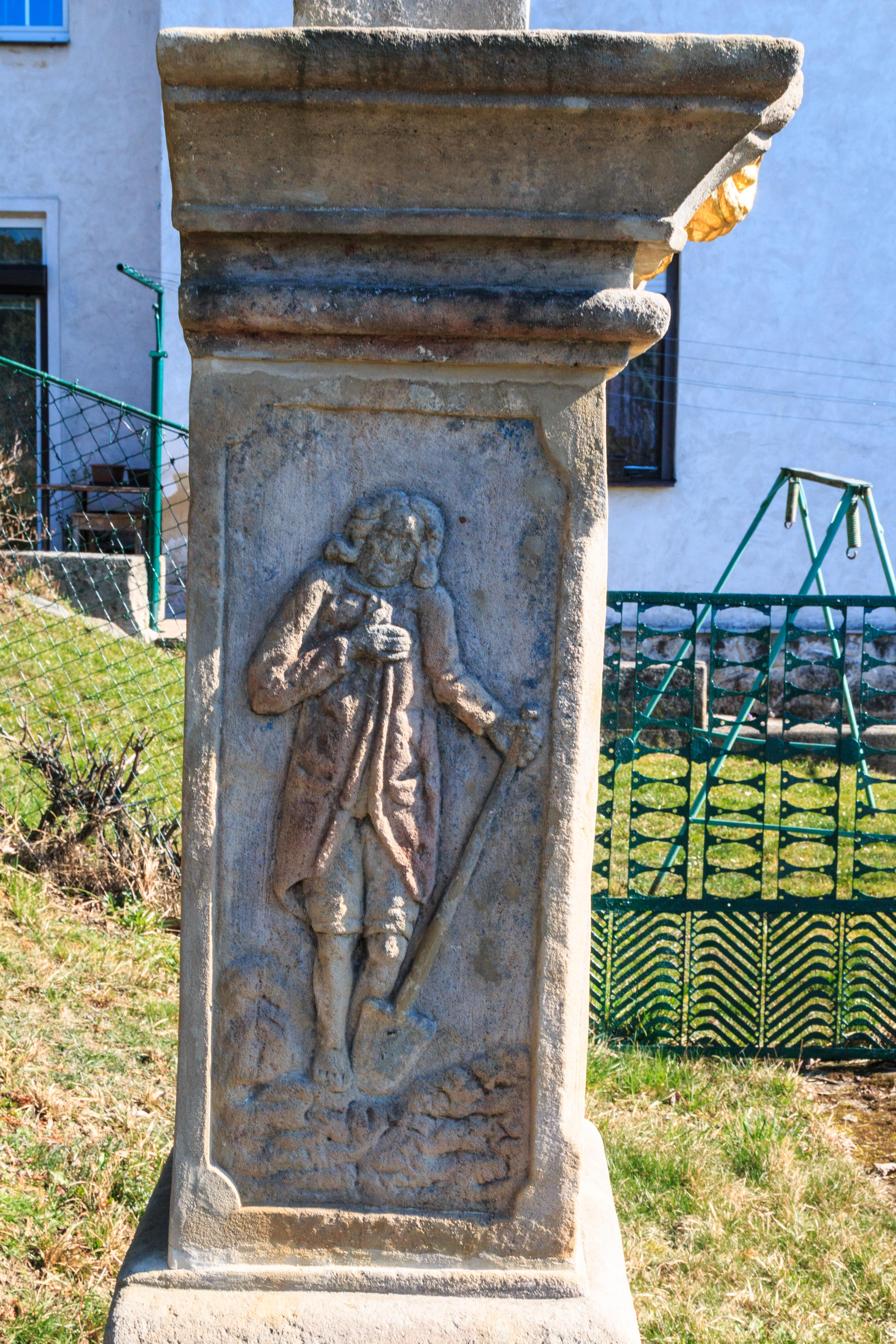
Krucifix ve Staňkově Lhotě
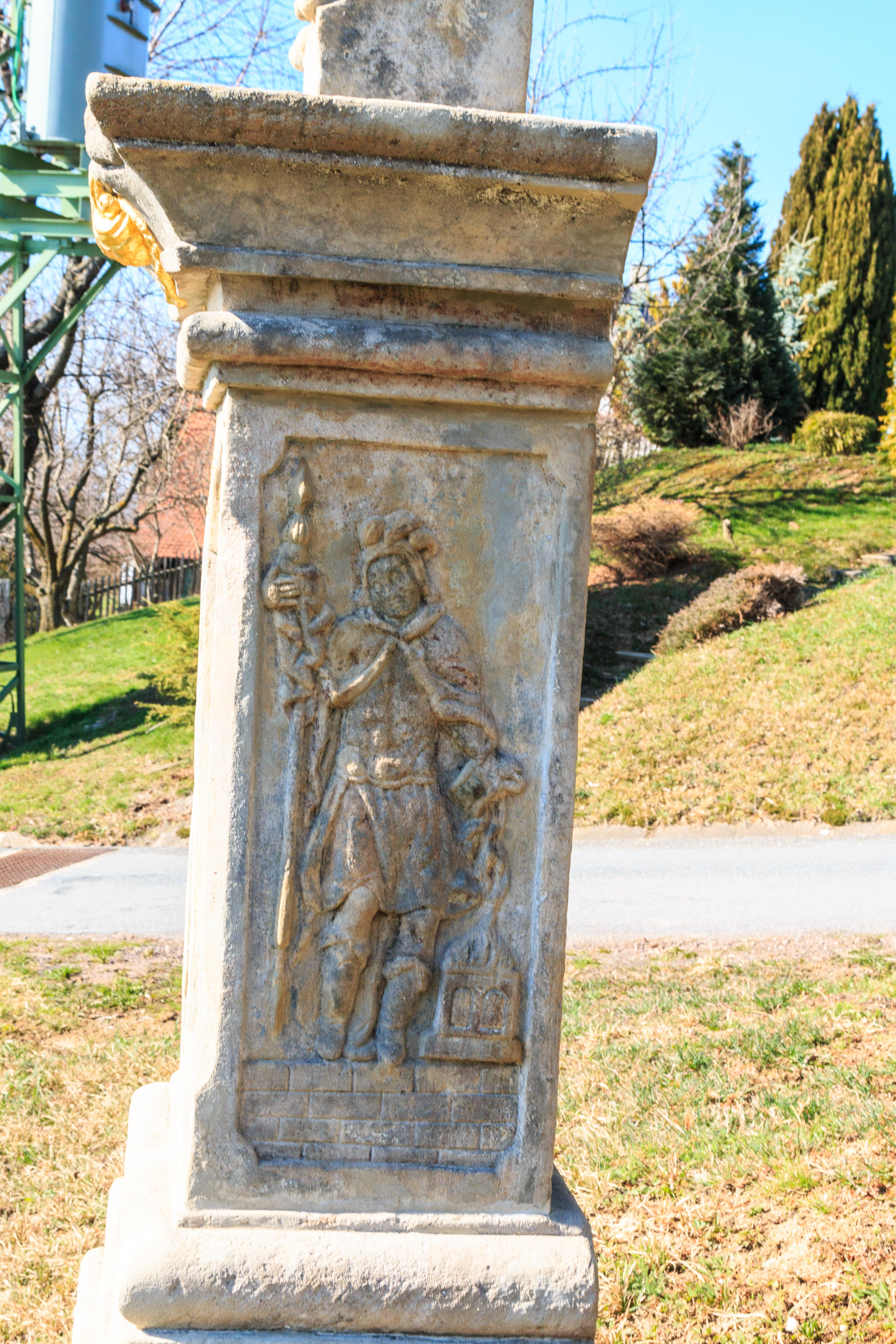
Krucifix ve Staňkově Lhotě
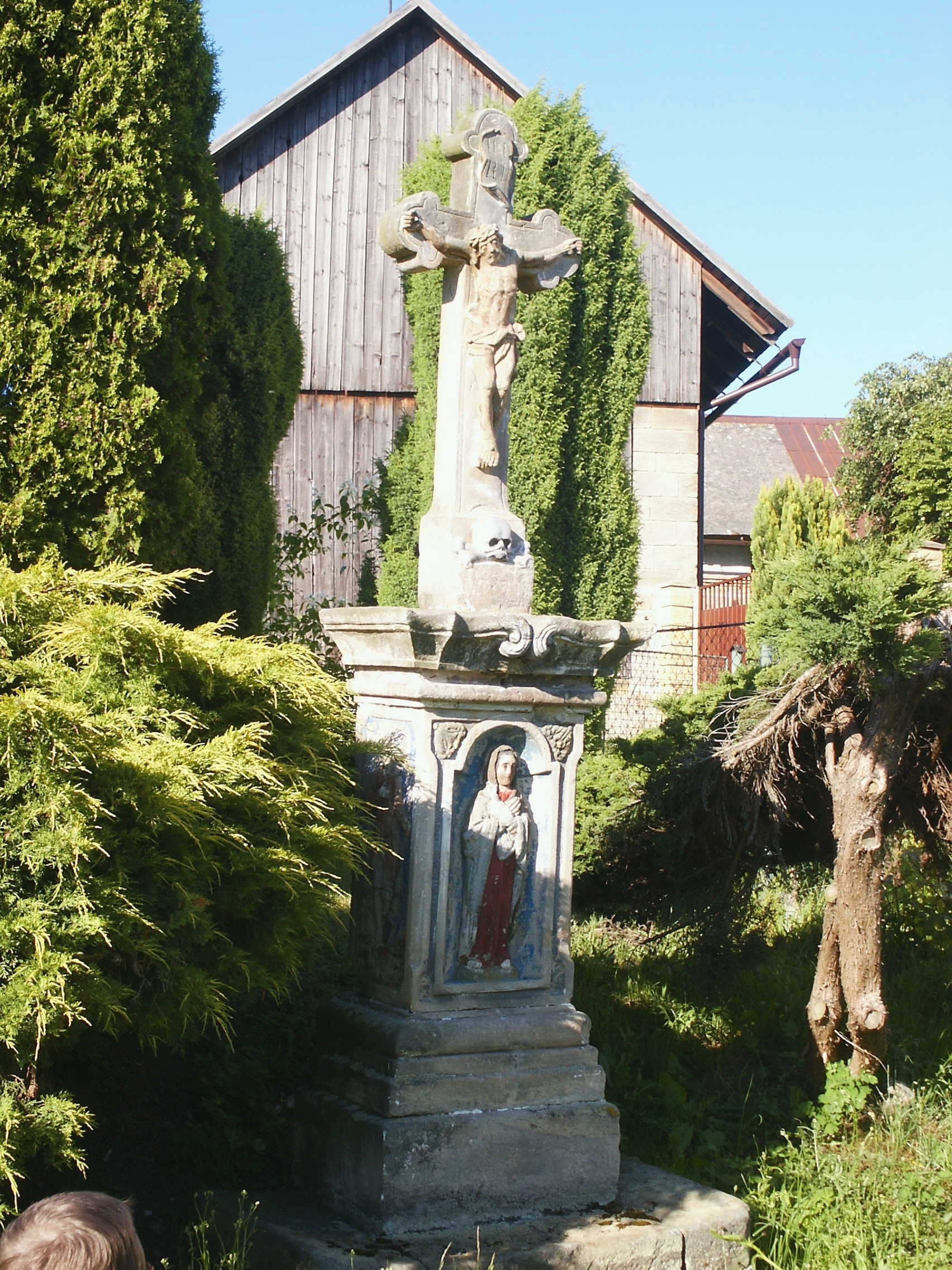
Krucifix ve Staňkově Lhotě